# Orakel van Delphi

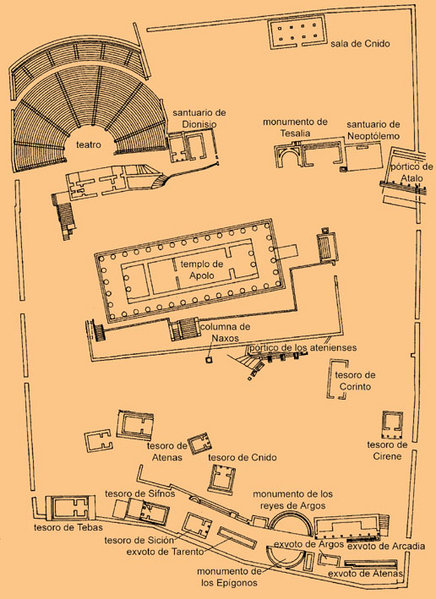
De omgeving van de tempel van Apollo en het orakel

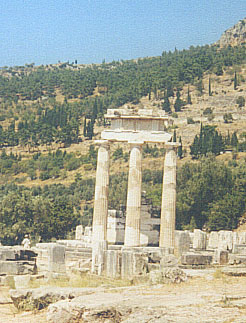
Tholos van Athena Pronaia in Delphi

Het Orakel van Delphi, Oudgrieks: Μαντείο των Δελφών, Manteío toon Delfón, was een onderdeel van het Grieks heiligdom, dat zich in het centrum van Delphi bevond. Een profetes, de Pythia, gaf daar haar raad in de Apollotempel. De plaats was dus een orakel, een zeer belangrijk orakel, eveneens aan de god Apollo gewijd. Van heinde en ver kwamen er jaarlijks duizenden mensen, vaak pelgrims, naar Delphi om het orakel te raadplegen en de goden goede raad te vragen bij het nemen van belangrijke en moeilijke beslissingen. Dat ging door tussenkomst van de profetes. Als god van 'het Licht' werd Apollo verondersteld overal doorheen te dringen en te 'zien' wat aan het oog van de mensen ontgaat.

## Pythia
De tempel herbergde een bijzondere priesteres, Pythia genaamd, die fungeerde als 'doorgeefluik' van deze raadgevingen. De bronnen over de Pythia zijn eerder schaars. Er is alleen uit vast te stellen dat zij voor het leven werd gekozen, of door loting uit een aantal kandidaten werd aangewezen, die geschikt leken om als gewillig medium op te treden voor de openbaringen van de godheid. Haar persoonlijke eigennaam werd slechts uiterst zelden vermeld. Ze hoefde niet noodzakelijk tot een bepaalde stand te behoren, de enige voorwaarde was dat zij zich altijd onberispelijk had gedragen, en bereid was zich aan zeer strenge zuiverheidsregels te onderwerpen. Zij woonde na haar uitverkiezing in een speciaal voor haar ingerichte "ambtswoning" binnen het heiligdom.
Gezeten op een driepotige kruk raakte zij op geregelde tijdstippen in religieuze vervoering. Het verhaal dat zij bedwelmd zou zijn door dampen uit een rotsspleet, of door andere hallucinogenen, is lange tijd met scepsis behandeld, maar recent onderzoek heeft aangetoond dat het inderdaad mogelijk is, dat er op die plaats het licht hallucinogene ethyleengas is vrij gekomen.
Eenmaal in trance begon de Pythia onsamenhangende klanken uit te stoten, waar niemand iets van begreep, maar waarvan men aannam dat het een boodschap van de goden was. Enkele priesters, de voornaamste onder hen heette de prophètès, die altijd vlakbij meeluisterden, schudden dan begrijpend hun hoofd en gaven 'een vertaling', vaak in hexametrische verzen. Deze boodschap werd vaak cryptisch omschreven en het vergde de nodige inspanning om er daadwerkelijk een praktische raad uit te destilleren.

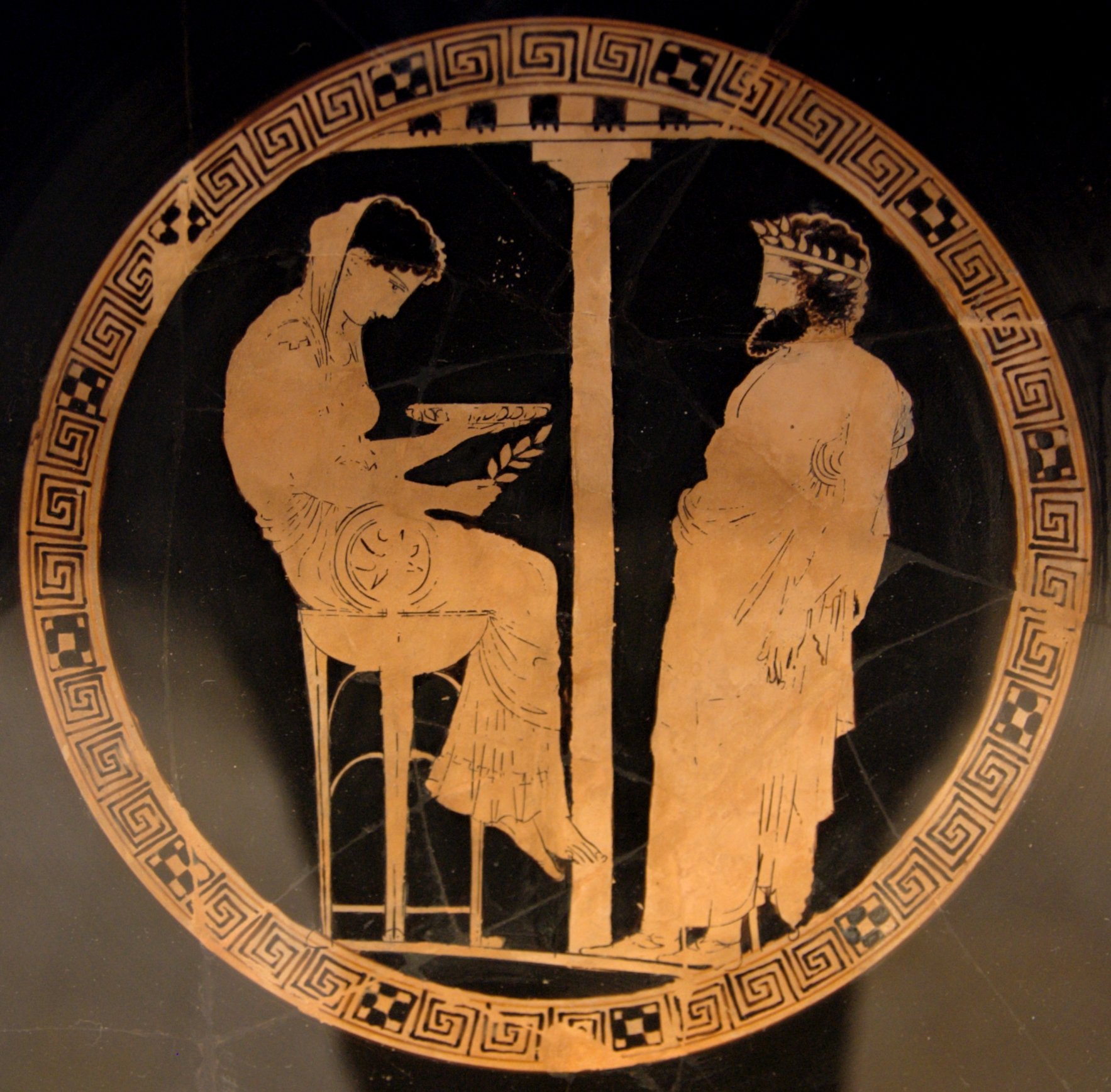
Aegeus en de Themis, met schaal en laurierblad, op de driepoot, 440-430 v.Chr.

Zowel op politiek als op religieus vlak waren de antwoorden vaak voor meerdere interpretaties vatbaar.
Afbeeldingen van de Pythia zijn ook schaars. Er is een bekende schaal, van de zogenaamde Codrus-schilder, uit het midden van de 5e eeuw v.Chr., thans bewaard te Berlijn, waarop de Attische koning Aigeus staat afgebeeld vóór de Pythia. Zij zit op een heilige drievoet en met het hoofd omhuld, houdt in de linkerhand een schaal en in de rechterhand een tak, waarschijnlijk een lauriertak.

## Oorsprong van het Orakel

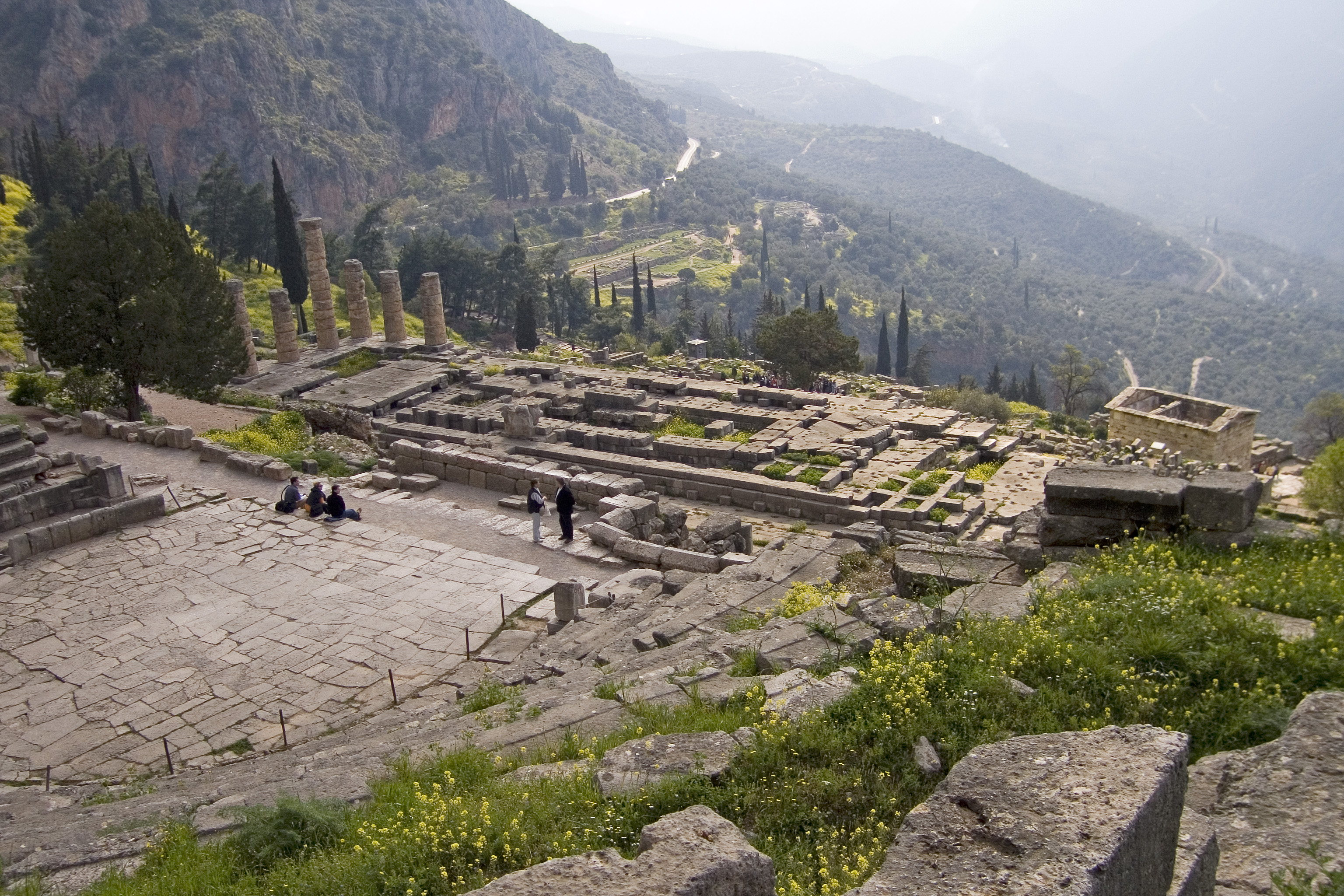
Het heiligdom van Delphi, centraal de Apollotempel

Er bestaan verschillende verhalen over de oorsprong van het Orakel van Delphi. Volgens de laatste verklaring, waarnaar voor het eerst door Diodoros van Sicilië uit de 1e eeuw v.Chr. werd verwezen, zag een geitenhoeder, Kouretas, op zekere dag een van zijn geiten in een spleet in de aarde verdwijnen. Toen hij de geit er weer uit haalde, gedroeg het dier zich erg vreemd. Hij ging de grot in en ervoer de aanwezigheid van iets goddelijks. Hij bleek in staat vanuit het heden voorbij het verleden en de toekomst te zien. Opgewonden door deze ontdekking wilde hij zijn ervaring met de dorpsbewoners in de nabijheid delen. Velen begonnen toen de plaats regelmatig op te zoeken, totdat iemand aan de ervaring overleed. Vanaf toen mochten alleen nog jonge meisjes de rotsspleet benaderen en wel onder de strikte voorwaarden, die door een raad van priesters en priesteressen werden voorgeschreven.
Als men de vroegere mythen erop nakijkt, dan werd de plaats van het orakel aanvankelijk door de godinnen Themis en Phoibe in stand gehouden en was eerst aan Gaia gewijd. Het werd vervolgens een heiligdom voor Poseidon, de Heerser van de zeeën en wateren, de Schudder van de aarde, de god van aardbevingen, een nakomeling van Gaia.
De tempel werd in de duistere eeuwen van de Griekse geschiedenis, van 1200-950 v.Chr., door een nieuwe god overgenomen. Dat was Apollo, die de tweelingslangen en de bewaaksters van Gaia eruit verdreef.
Latere mythen deden het voorkomen dat Phoebe of Themis de plaats aan Apollo had 'gegeven', waarmee de inname door priesters van de nieuwe god werd gerationaliseerd. Maar blijkbaar moesten zij vanwege de traditie de priesteressen van het originele orakel erbij nemen. Poseidon werd naar het scheen vermurwd door de schenking van een nieuwe verblijfplaats in Troizina.
Diodorus legt uit hoe in het begin de Pythia een jonge maagd was, maar een raadpleger van het orakel merkt op:

Echecrates de Thessaliër, aangekomen in het heiligdom, werd verliefd op de maagd die het orakel uitbracht vanwege haar schoonheid, droeg haar weg en verkrachtte haar; en de Delphiërs stemden vanwege die betreurbare gebeurtenis een wet dat vanaf dan geen maagd meer mocht profeteren, maar een oudere vrouw... zou de orakels uitleggen, en zij zou in de kledij gehuld zijn van een maagd bij wijze van herinnering aan de profetessen uit de oudheid.

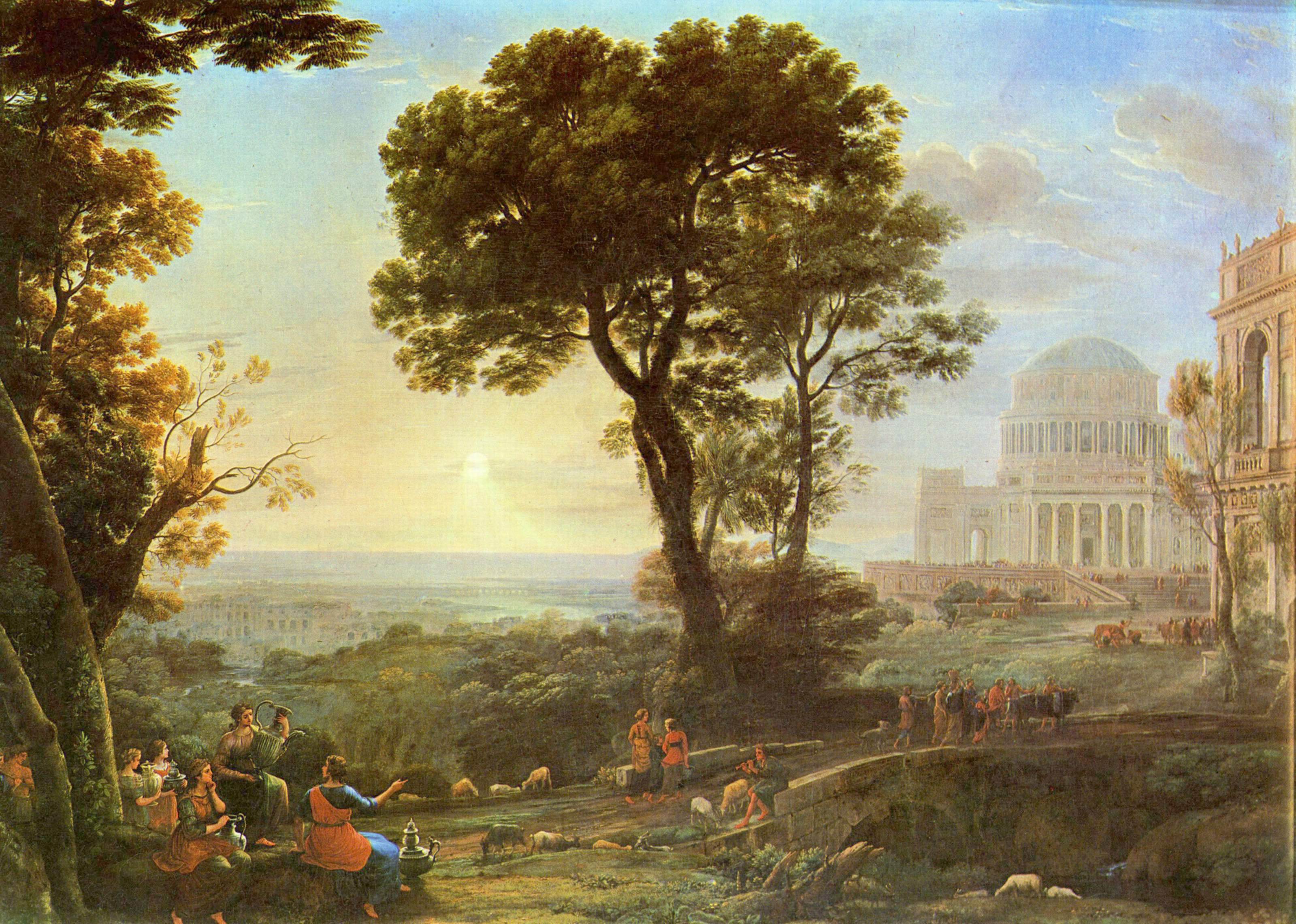
Een offer-processie naar Delphi, Claude Lorraine

Martin Litchfield West schrijft dat de Pythia veel trekken van het sjamanisme vertoont, waarschijnlijk beïnvloed door een traditie uit Centraal-Azië, al is er geen bewijs dat er in die tijd verkeer tussen Centraal-Azië en Griekenland was. Hij wijst op het feit dat de Pythia in een ketel bij het uitbrengen van haar voorspellingen op een driepoot zat, dat zij in een extatische trance verkeerde, zoals sjamanen, en dat zij onbegrijpelijke taal sprak.
'Het is bijzonder opvallend dat zij op een ketel zat, die door een driepoot werd gedragen, als een verwijzing naar de triade van de grote godin. Deze vreemde opstelling kan bijna niet anders worden geïnterpreteerd dan als een symbolisch koken. Het lijkt heel sterk op een overblijfsel van het koken van de sjaman bij zijn initiatie, alsof de hallucinaties concreet worden. Het was waarschijnlijk ook in een dergelijke ketel, dat de Titanen Dionysos lieten koken en zijn stoffelijk overschot werd in de nabijheid bijgezet, althans in de versie van het verhaal die bekendstaat als Callimachus en Euphorion'.

## Het orakel in de Griekse en Hellenistische tijd

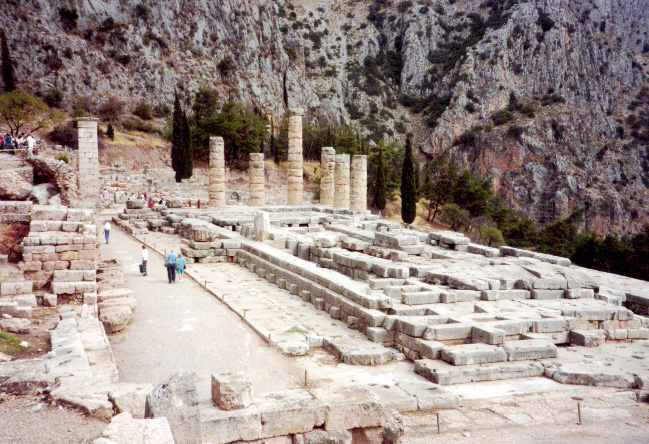
Apollotempel

Het orakel kende in de 7e en 6e eeuw v.Chr. zijn eerste glorietijd, toen het raad over de stichting van Griekse koloniën gaf in de Middellandse Zee, maar betoonde zich toen de strijd tegen Perzië werd gevoerd op zijn zachtst gezegd defaitistisch. Boze tongen beweerden dat de priesters heimelijk hoopten van de theocratische organisatie van het Perzische Rijk gebruik te maken om, bij een eventuele Perzische overwinning, hun machtspositie aanzienlijk te vergroten. Het orakel herwon in de loop van de 5e eeuw v.Chr. zonder moeite opnieuw zijn prestige.
Het heiligdom van Delphi werd door een raad van amphictionen bestuurd, door wie grof wangedrag met een Heilige Oorlog werd gestraft. Door de Derde Heilige Oorlog (355–346 v.Chr.) verwierf Philippus II van Macedonië niet alleen invloed op het orakel zelf, maar daarmee ook op de rest van Griekenland. Delphi ging er in de volgende eeuwen sterk op achteruit, onder meer door invallen en plunderingen van barbaren, maar het beleefde een hernieuwde bloei tijdens de overheersing door de Romeinen, vooral door de belangstelling van keizers als Hadrianus, die filhellenist was, maar het orakel werd in 390 na Chr. door de fanatieke christelijke keizer Theodosius I definitief gesloten. Dat was in overeenstemming met zijn politiek om alle voorchristelijke praktijken uit te roeien.

## Raadpleging van het orakel
Griekse particulieren en staten, maar ook buitenlandse vorsten raadpleegden het orakel. Hierbij legde men nadruk op rituele en ethische reinheid, zo combineerde Delphi twee van de belangrijkste Apollinische kenmerken: het extatische van de profetie en het reinigingsaspect. Van het derde kenmerk, de persoonlijke en politieke rationele ordening, getuigden de opschriften op de wanden van de tempel, zoals "Ken u zelf" en "Alles met mate" en het gematigde optreden van het orakel bij politieke geschillen.

## Voorbeelden van orakels
Bekend is koning Croesus van Lydië. Deze zou volgens Herodotus (boek I, 91) het orakel hebben geraadpleegd over zijn kans te slagen, wanneer hij een oorlog tegen zijn buurman Perzië begon. Het orakel antwoordde dat hij "een groot rijk zou verwoesten". Dat kwam uit: Croesus verwoestte een groot rijk, zijn eigen. Eerder vroeg Croesus advies voor de genezing van zijn stomme zoon (Herodotus boek I, 85). De Pythia antwoordde:
O Lydische heerser over vele volken, dwaze Croesus,
Verlang niet om de stem te horen in uw paleis,
De stem van uw zoon. Beter van niet
Want zijn eerste woorden zal hij spreken op een dag van rouw
Croesus overleefde de verovering van Sardis door de Perzen, omdat zijn zoon begon te spreken en zijn identiteit met de woorden: "Dood Croesus niet!" verried. Croesus werd gevangengenomen en door Cyrus bijna op de brandstapel ter dood gebracht.
Toen de inwoners van Cnidos ter verdediging hun landengte wilden doorsteken, gaf Delphi het orakel:
Scherm de landengte niet af, steek hem niet door
Zeus had een eiland geschapen, als hij dat gewild had (Herodotus boek I, 174)
Toen Arcesilaus van Samos met een groot leger wilde terugkeren naar Cyrene raadpleegde hij het orakel dat antwoordde:
Apollo Loxias verleent u het koningschap van Cyrene voor acht generaties onder vier heersers die Battus en vier die Arcesilaus heten. Maar hij raadt u aan niet langer te heersen. Wat uzelf betreft, wees vriendelijk als u terugkeert naar uw land. Treft u de oven vol met vaten aan, bak deze niet, maar stuur ze met de wind mee. Maar als u de oven verhit, betreed dan niet het land omgeven door water, want anders zal u sterven en de beste stieren met u (Herodotus boek IV, 163).
Arcesilaus verbrandde bij een belegering zijn vijanden inderdaad levend. Hij besefte te laat dat hij een deel van het orakel al in vervulling had laten gaan en bleef daarom uit Cyrene weg, bang om te sterven.
De Atheners kregen tijdens de invasie van de Perzen het advies zich achter "een houten muur" terug te trekken, terwijl Salamis dood en verderf zou zaaien. De Atheners legden de houten muur uit als hun schepen, evacueerden hun bevolking naar Salamis en versloegen in 480 v.Chr. de Perzische vloot (Herodotus boek VII, 141-142).

## Verklaring van het orakel

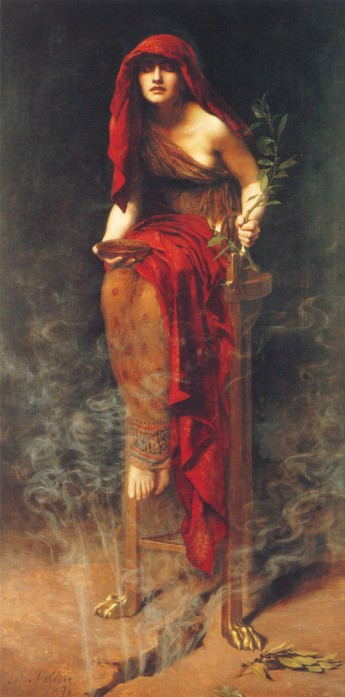
De Pythia door John Collier

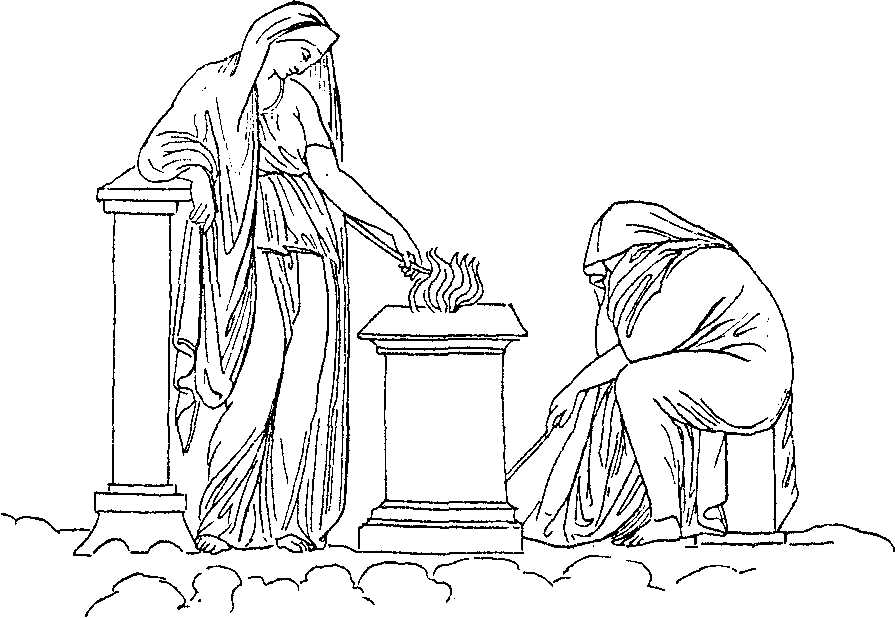
Pyromanteia, het orakel van Delphi

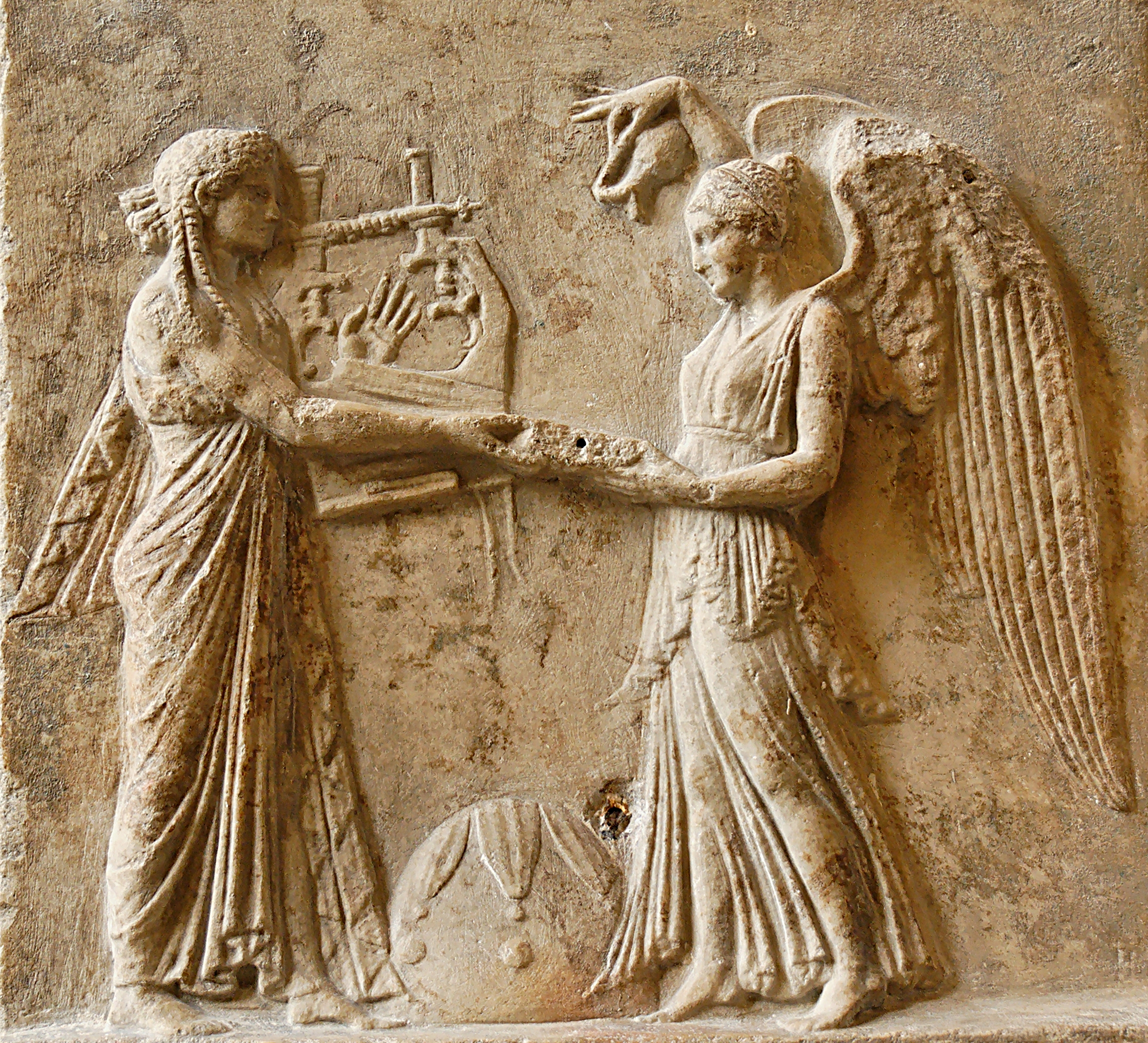
Apollo en Nikè staan rond de omphalos

Mantike, mantike techne, Oudgrieks: μαντικὴ τέχνή, mantikê tékhnê, ook mantiek, was in het oude Griekenland de gave of de kunst om te kunnen profeteren.
Er zijn verschillende wetenschappelijke pogingen ondernomen om de manier waarop de Pythia in Delphi aan haar inspiratie kwam te verklaren. Daarbij wordt meestal het idee van Plutarchus naar voren gebracht, dat de macht van het orakel met een damp verband hield uit de bron van Castalia en dat de zitting van de Pythia vooraf werd gegaan door een overleg in een gesloten kamer onderaan de tempel. Plutarchus was als priester lang verantwoordelijk voor de gang van zaken bij het orakel geweest. Men suggereerde vaak dat de bewuste damp een hallucinogeen gas zou zijn geweest. Het orakel van Delphi was dus een voorbeeld van pyromantike.
De eerste opgravingen in Delphi onder leiding van Theophile Homolle tussen 1892 en 1894, waarvan Adolphe Paul Oppé verslag deed, maakten geen melding van rotsspleten en mogelijke gassen. Er was geen aanwijzing van een kloof gevonden, aldus het rapport. Onderzoekers als Frederich Poulson, E.R. Dodds en Joseph Fontenrose baseerden zich allen op deze bevindingen en stelden dat er geen sprake was van dampen of van een rotskloof.
Recente herbeoordeling van de Franse opgravingen toonde aan dat dit idee mogelijk verkeerd was. Volgens Broad (2006) liet een foto van de zuidwestelijke hoek van de tempel duidelijk een waterput onderaan de tempel zien, en bovendien veel spleten in de rotsbodem, waarlangs eventuele toxische dampen de fundering van de tempel konden bereiken. Deze foto was gemaakt toen het Franse team uitgravingen tot op de rotsbodem deed.
De aanwezigheid van etheen, een gas, werd in 2001 als mogelijk hallucinogeen in de omgeving van en in de bronnen rond de tempel ontdekt. Deze vaststelling werd door een interdisciplinair team onder leiding van de geoloog Jelle Zeilinga de Boer gedaan, archeoloog John R. Hale, forensisch chemicus JP Chanton, en toxicoloog Henry R. Spiller.
De hoogste concentratie etheen werd in het water van de bron van Kerna aangetroffen, vlak boven de tempel, zij het in geringe hoeveelheden. Het water van deze bron wordt tegenwoordig van de site weggeleid om in Delphi te worden gebruikt. Men weet dus niet in welke mate er etheen of ander gas ter hoogte van de tempel vrij had kunnen komen, zelfs als dit water de vrije loop had zoals dat in de oudheid het geval was.
Verder is recent ook aangetoond dat de tempel van Delphi precies op het snijpunt ligt van twee grote breuklijnen: de noord-zuidelijke Kernabreuk en een andere oost-westelijke Delphische breuk, die parallel met de kustlijn van de Golf van Korinthe loopt. De breuk ligt boven de krijtgesteente en ongeveer 20% van haar volume bevat lagen bitumen. Het rift van de golf is een van de meest actieve geologische plaatsen op aarde. Ondergrondse bewegingen veroorzaken er enorme drukwerking langs breuklijnen, zorgen voor verhitting van rotsen en leiden tot uitwaseming van lichtere gassen.
Men is het niet eens hoe het adyton was geconstrueerd, maar het is wel duidelijk dat deze tempel anders was dan de andere tempels uit het oude Griekenland. De bedienaar daalde er langs enkele trappen onder de vloer van de tempel af om het heiligdom van het orakel te bereiken. Men mag veronderstellen dat een natuurlijke kloof of rotsspleet op de intersectie van breuklijnen is verbreed om er het adyton weg van het centrum van de tempel aan te leggen. Daardoor zou er zich door het water van de ondergrondse bronnen gas ophopen, en in de gesloten ruimte geconcentreerd raken.

Plutarchus zei dat, wanneer de godheid er aanwezig was, de tempel van een zoetige geur was vervuld.
Niet vaak, noch regelmatig, maar soms en als bij toeval, is de ruimte met de zetels voor de raadplegers van de god vervuld van geur en een lichte bries, alsof het adyton de essences van de zoetste en kostbaarste parfums doorstuurde uit een bron.
Alleen etheen heeft onder de koolwaterstoffen een dergelijke geur.
Het inademen van etheen in de gesloten ruimte, waarin de Pythia door een scherm of een gordijn van de raadplegers van het orakel was afgescheiden, zou haar aan voldoende hoge concentratie van het gas hebben blootgesteld om een milde euforische of trance-achtige staat bij haar op te wekken. Anesthesiste Isabella Herb deed aan het begin van de 20e eeuw onderzoek naar de invloed van blootstelling aan etheen op ons bewustzijn en bevestigde daarmee Plutarchus' bevindingen.
Plutarchus meldde ook dat het leven van Pythia's verkort werd door de dienst van Apollo. De sessies werden als uitputtend beschreven. Na elke periode van dergelijke sessies leek de Pythia wel een hardloopster na een race of een danseres na een extatische dans.
Dr. Henry A. Spiller, de toxicoloog van het team, die het Kentucky Regional Poison Center leidt, zegt:
"In de eerste fasen veroorzaakt het (gevonden etheen) een euforische uittreding, een veranderde mentale toestand en een prettige gewaarwording. Dat wat mensen van de straat 'high worden' noemen. Hoe groter de dosis, des te dieper je gaat."
De talrijke aardbevingen, veroorzaakt door de ligging van Griekenland op de raaklijnen van drie tektonische platen, zouden de vastgestelde breuken in de kalkrots hebben veroorzaakt, evenals het ontstaan van nieuwe kanalen waarlangs de koolwaterstoffen in het stromende water van de Kassotis terechtkwamen. Daardoor zou de hoeveelheid ethyleen wisselen. Men heeft geopperd dat de teloorgang van het orakel na Hadrianus er voor een deel aan was te wijten, dat er in die tijd in de regio lange tijd aardbeving uitbleven.

## Voetnoten
1. ↑  Diodoros van Sicilië 16.26.1-4.
2. 1 2  (en)  Martin Litchfield West. The Orphic Poems, p 147. 
 The Pythia resembles a shamaness at least to the extent that she communicates with her [deity] while in a state of trance, and conveys as much to those present by uttering unintelligible words. 
 ook Spirit Language, Mircea Eliade
3. ↑  in Delphi
4. ↑  Broad, pp. 146-7:

"[Een] Franse foto van het interieur van de tempel vertoonde niet alleen een bronachtige poel maar ook breuken ... in de rotsbodem, mogelijk een specifieke doorgang voor toxische gassen omhoog leidend naar het orakelheiligdom... Wat de Boer zo enthousiast maakte was niet zozeer de bevestiging van het bestaan van de bronachtige poel in het hart van de kloof, als wel de onthulling van de samenstelling van de rotsbodem ... daar vlak boven de waterlijn. De foto vertoonde duidelijk verticale spleten in de rotsbodem. Een onmiskenbaar feit, geen academische afwijzing kan die realiteit ontkennen.... [De] barsten...[leveren] het bewijs voor tektonische schokken en voor doorgetrokken stromen mineraal water."
5. ↑  voorheen ethyleen
6. ↑  "de Kerna bron, die ooit springlevend was maar nu is verdwenen omdat Griekse ingenieurs het water hebben afgeleid om de stad Delphi te voorzien" Testen op een aantal plaatsen in de nabije omgeving toonden aan dat de concentratie van etheen in Kerna tien keer die van andere bronnen in de omgeving was. In een interview waarvan verslag werd gedaan in Broad (2006, p. 152), zei de Boer dat "het Kerna monster vanwege de omleiding van de bron uit een reservoir in de stad was genomen ... waardoor een deel van het gas was ontsnapt waar het zat ... en de waterconcentraties minder waren. Als dat zo is, dan moeten de hoeveelheden methaan, ethaan en etheen die uit de grond kwamen nog hoger zijn geweest.
7. ↑  In het Franse opgravingsrapport van de tempel toont Fernand Courby dat het adyton anders was dan adyta die in andere tempels zijn gevonden, omdat het niet centraal lag, maar aan de zuidwest kant, wat de normale symmetrie van de Dorische tempel brak. Het was in twee zones ingedeeld, een kleine van 9 bij 16 voet voor het orakel, en een voor de aanvrager. Modern onderzoek dat door Broad (p. 37) wordt vermeld, doet veronderstellen dat zowel de aanvrager als de Pythia een bordes van vijf treden afdaalden in een kleine kamer binnen de tempel met een eigen laag plafond.
8. ↑  Walter Miller argumenteerde dat het steenblok van 3,5-4 voet, dat Courby beschreef als een deel van de vloer, in feite de plaats was waar het orakel zat. Het vertoonde een vierkant gat van 6 duim, dat zich verwijdde tot 9 duim, vlak onder de driehoekige groeven voor de driepoot. Rare kanaaltjes, mogelijk om het water van de bron aan te voeren, omgaven de groeven van de driepoot. Dat ze werkelijk lange tijd met water waren gevuld geweest werd bevestigd door de lagen travertijn die erop zaten. Zoiets heeft men nooit in een andere Griekse tempel gevonden. Holland (1933) argumenteert dat deze kanalen en de holle vorm van de omphalos die door de Fransen waren ontdekt, dienden om de dampen van de toxische gassen door te leiden.
9. ↑  Plutarchus Moralia 437c
10. ↑  Anesthesiste Isabella Herb ontdekte aan het begin van de 20e eeuw de dat een dosis van 20 % etheen een grens vormt, waarboven steevast bewustzijnsverlies volgt. Beneden de grens wordt alleen een trance opgewekt, waarbij de patiënt rechtop kan blijven zitten, vragen kan verstaan en er logische antwoorden op geven. Wel kan de stem erdoor veranderen en kan er verlies van gevoel in handen en voeten optreden. Bij sommigen kon men er sterke pijnprikkels in toedienen zonder dat zij dat voelden. 

Wanneer de patiënten bij kwamen buiten de ruimte waar de gasophoping zich had voorgedaan, hielden zij er geen herinnering aan over. Bij doses boven de 20% verloor de patiënt de controle over de ledematen, kon wild tekeergaan en brommen met eigenaardige stemgeluiden. Ze verloren bovendien hun evenwicht en vielen regelmatig. In zulke gevallen toonde onderzoek aan dat de patiënt kort daarop overleed.
11. ↑  (en)  Oracle at Delphi May Have Been Inhaling Ethylene Gas Fumes, mei 2007. 
 gearchiveerd: JW Broad voor The New York Times. Fumes and Visions Were Not a Myth for Oracle at Delphi, 19 maart 2002. niet meer beschikbaar